# Eurodépartement

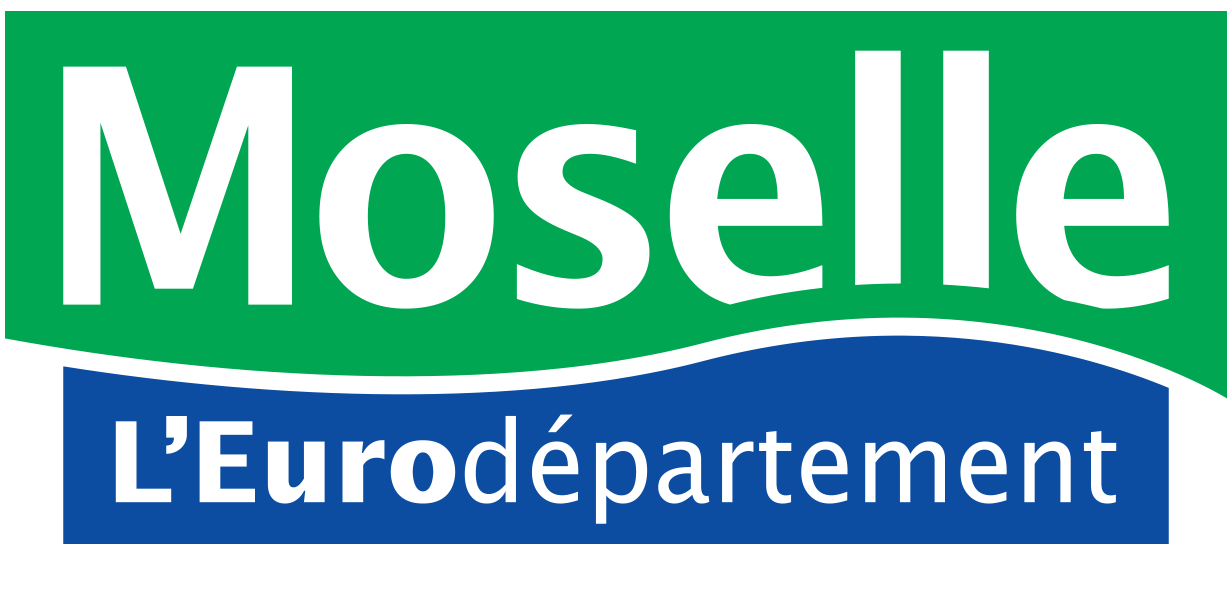
Logo du département de la Moselle depuis 2019.

Le mot eurodépartement est un néologisme apparu dans les années 1990. Il est adopté par le conseil départemental de la Moselle en 2019, afin de communiquer sur sa demande de différenciation territoriale. Celle-ci s'appuie sur ses spécificités géographiques, géoéconomiques, culturelles et historiques, fortement marquées par un caractère frontalier avec l'Allemagne et le Luxembourg. Cette différenciation vise l'obtention de compétences élargies pour le département de la Moselle, afin de mieux promouvoir ces atouts. 
Depuis 2019, ce vocable représente le département et figure dans son logo ; il a été inscrit en tant que marque déposée par le conseil départemental.

## Contexte
Plusieurs éléments contextuels, locaux, nationaux, internationaux, ont conduit à la concrétisation de cette demande et à la création du terme :
- En 1991, l'idée d'une création, entre Metz et Sarrebruck d'un « Eurodépartement » pour coordonner le développement de ces deux villes, est déjà évoquée[2]. Ce néologisme réapparait en 1994 dans un livre concernant le Nord-Pas-de-Calais[3]. En 1992 et en 1999, il est également question d'un « Eurodépartement Moselle-Sarre »[4],[5].
- La création en 2010 d'un Eurodistrict SaarMoselle, réunissant 10 communes sarroises autour de Sarrebruck et 149 communes mosellanes autour de Forbach, de Sarreguemines et de Saint-Avold.

- La réforme territoriale de 2015, par la loi NOTRe no 2015-29 du 16 janvier 2015, et la création de la région Grand Est.

- L'émergence d'une réflexion nationale sur le droit à la différenciation territoriale[6], droit proposé dans l'article 15 du projet de révision constitutionnelle de 2018[7]. Ce texte est retiré en août 2019 ; néanmoins, la thématique reste inscrite dans les débats ouverts par la suite sur une meilleure décentralisation territoriale.
- Le traité d'Aix-la-Chapelle en janvier 2019, traité franco-allemand, avec notamment les propositions du chapitre 3, Culture, enseignement, recherche et mobilité, et du chapitre 4, Coopération régionale et transfrontalière, qui ouvrent de nouvelles perspectives dans les relations transfrontalières de proximité entre les deux pays[8].
- L'accès des départements alsaciens à une différenciation territoriale et des compétences élargies, avec la naissance de la Collectivité européenne d'Alsace, à partir du 1er janvier 2021.

## Spécificité frontalière européenne du département
- Avec environ 250 km de frontières, le département de la Moselle compte parmi les 5 départements français ayant les frontières les plus longues avec l'étranger.
- Il figure parmi les sept départements de métropole ayant une frontière avec deux pays étrangers, soit l'Allemagne et le Luxembourg ; les autres départements dans ce cas sont la Haute-Savoie (250 km, avec la Suisse et l'Italie), le Haut-Rhin (150 km, avec l'Allemagne et la Suisse), la Meurthe-et-Moselle (68 km, avec la Belgique et le Luxembourg), les Alpes-Maritimes (avec l'Italie et Monaco), les Pyrénées-Orientales (avec l'Espagne et Andorre) et l'Ariège (avec Andorre et l'Espagne). Cependant, seuls les départements de Moselle et de Meurthe-et-Moselle ont comme voisins deux pays de la Communauté européenne, puisque la Suisse, Monaco et Andorre n'en font pas partie.
- C'est le seul département français qui cumule des frontières avec deux pays de la communauté européenne (Allemagne-Luxembourg) et avec deux régions de la CEE, les länder de Sarre et de Rhénanie-Palatinat.
- Son histoire lui octroie également une dimension européenne ; depuis la Révolution, outre les changements de nationalité à la suite des guerres, la Moselle est de loin le département ayant subi le plus grand nombre de rectifications de frontières ; beaucoup de communes mosellanes, sarroises et du Palatinat sud-ouest, ont appartenu au pays voisin, au fil des modifications historiques de la frontière franco-allemande.

## Actions
- Le vote solennel et à l'unanimité, par le conseil départemental de la Moselle, le 9 mai 2019, journée de l'Europe, de sa demande de différenciation territoriale[9]. À l'issue de ce vote, le même jour, une rencontre eut lieu à Scy-Chazelles, près de Metz, entre les élus locaux et une délégation de la Sarre (principal Land frontalier du département), et son ministre-président. Cette rencontre se déroula symboliquement dans la maison (et le musée dédié) de Robert Schuman, Mosellan, et l'un des pères de la construction européenne.
- La demande d'Eurodépartement est appuyée et relayée par un mouvement citoyen, « Initiative citoyenne pour l'avenir de la Moselle » (ICAM)[10], qui soutient ce projet dans les médias de Moselle et de Sarre.

## Compétences particulières
- Les compétences particulières demandées par le conseil départemental concernent la coopération transfrontalière, le tourisme, le soutien à l’économie de proximité, l'éducation, (avec la question du plurilinguisme culturel historique lié aux langues allemande et luxembourgeoise), l'insertion et la formation des bénéficiaires du RSA, la valorisation des friches industrielles, les mobilités transfrontalières et la gestion des fonds européens[11]

## Une évolution en chantier
À la suite du bouleversement de l'agenda politique par la pandémie de Covid-19 aucune réponse n'a été apportée par l'Etat à cette demande de différenciation territoriale. Cependant, par la suite, la loi 3DS (différenciation, décentralisation, déconcentration et simplification de l'action publique locale) promulguée le 21 février 2022, ouvre la possibilité d'y répondre partiellement. Le principe de différenciation est acté dans la loi. Cette dernière ouvre aux initiatives locales en matière de compétences du conseil départemental, au volontariat, en fonction des " différences de situation". D'autres ouvertures y apparaissent, notamment en matière de d'apprentissage transfrontalier, de gestion transfrontalière des bassins fluviaux, les schémas de santé transfrontaliers, etc.   
Entre-temps, le  Comité franco-allemand de Coopération Transfrontalière (CCT), organe de consultation et de soutien des initiatives dans ce domaine a vu le jour le 22 janvier 2020. Par ailleurs, le 27 juillet 2022, la commission de développement régional du Parlement Européen a voté des résolutions pour le soutien et la promotion des régions transfrontalières européennes.  